# Radovo, Pernik
Radovo (în bulgară Радово) este un sat în comuna Trăn, regiunea Pernik,  Bulgaria. 

## Demografie
Componența etnică a satului Radovo
     Bulgari (95,23%)
     Nicio identificare (4,76%)
     Altele (0%)
La recensământul din 2011, populația satului Radovo era de 21 locuitori. Din punct de vedere etnic, majoritatea locuitorilor (95,23%) erau bulgari. Pentru 4,76% din locuitori nu este cunoscută apartenența etnică.